# Walther E. Petrascheck
Walther Emil Wilhelm Petrascheck (* 11. März 1906 in Wien; † 30. Oktober 1991 ebenda) war ein österreichischer Geologe.

## Leben
Petrascheck ist der Sohn von Wilhelm Petrascheck, der von 1918 bis 1950 Professor für Geologie, Paläontologie und Lagerstättenlehre an der Montanuniversität Leoben war. Er studierte an der Friedrich-Alexander-Universität Erlangen, der Ludwig-Maximilians-Universität München, der Montanistischen Hochschule Leoben, der TH Graz und der Georg-August-Universität Göttingen Naturwissenschaften und speziell Geologie.  Bei Hans Stille schrieb er seine  Doktorarbeit über den Solling. 1930 wurde er zum Dr. phil. promoviert. Danach war er Assistent in Leoben und an der Schlesischen Friedrich-Wilhelms-Universität. In Breslau habilitierte er sich 1935 und wurde er 1940 zum apl. Professor ernannt. Nachdem er als Soldat am Zweiten Weltkrieg teilgenommen hatte, erhielt er 1949 mit Franz Czedik-Eysenberg die Corpsschleife des Corps Schacht Leoben. 1950 von der Montanuniversität Leoben als Professor für Geologie und Lagerstättenlehre berufen, baute er die Studienrichtung Montangeologie auf. 1953/54 war er Rektor. 1976 wurde er emeritiert. Im Jahr 1969 wurde er in die Deutsche Akademie der Naturforscher Leopoldina gewählt. Seit 1978 war er korrespondierendes Mitglied der Bayerischen Akademie der Wissenschaften. Nach 1960 schied er aus dem Corps Schacht „wegen zu nationalistischer, nicht zeitgemäßer Tendenzen“ aus. Er befasste sich insbesondere mit Lagerstättenkunde, die er von übergeordneten tektonischen Gesichtspunkten aus behandelte, zunächst der seines Lehrers Stille und später der Plattentektonik. Von ihm stammt in diesem Zusammenhang der Begriff „Erzprovinz“. Mit seinem Vater verfasste er darüber ein Standardwerk.

## Schriften
- mit Wilhelm Petrascheck: Lagerstättenlehre. Eine Einführung in die Wissenschaft von den mineralischen Bodenschätzen, 4. Auflage. E. Schweizerbart’sche Verlagsbuchhandlung 1992,  bearbeitet von Walter Pohl (zuerst 1948 mit Wilhelm Petrascheck im Springer Verlag, ab der 2. Auflage 1961 allein von Walther Petrascheck)
- Geologie neben Krieg und Politik. Lebenserinnerungen. Leobener Grüne Hefte, Neue Folge, Bd. 8, Wien, Verband der Wissenschaftlichen Gesellschaften Österreichs 1988.